# Enicospilus eurygnathus
Enicospilus eurygnathus är en stekelart som beskrevs av Tang 1990. Enicospilus eurygnathus ingår i släktet Enicospilus och familjen brokparasitsteklar. Inga underarter finns listade i Catalogue of Life.